# Bitte Kai Rand
Bitte Kai Rand (født 1956) er en dansk tøjdesigner.
Bitte Kai Rand er uddannet fra Margrethe-Skolen i 1975 og beklædningsdesigner fra Skolen for Brugskunst i 1979. Hun arbejdede derefter som designer af teenagetøj, men blev allerede i 1981 selvstændig med sit eget firma, der bærer hendes navn. Tøjet fra Bitte Kai Rand er afslappet, elegant og appellerer til den modne kvinde.
Kollektionerne sælges i dag fra 450 forhandlere i det meste af Europa; i Danmark, Sverige og Norge tillige i egne butikker, mens der er showrooms i London og Paris. Bitte Kai Rand A/S beskæftiger i dag (2011) 45 ansatte og ledes af Bitte Kai Rands mand, Michael Rand. Virksomheden har hovedsæde på Sluseholmen i København.